# Mina de San José Bajo
La Mina de San José Bajo  es una contramina situada debajo del Baluarte de San José Bajo, en el extremo sudoeste del Segundo Recinto Fortificado de Melilla la Vieja de la ciudad española de Melilla.

## Historia
Esta contramina fue excavada a partir del siglo XVII, aprovechando unas antiguas matímoras, depósitos de grano árabes para hacer frente a las minas de los invasores, que pretendián destruir las murallas mediante subterráneos bajo ellas.

## Descripción
Delante de ella estaba la Luneta de Santa Isabel, con la que no tenía comunicación, así como también se desconoce si estaba comunicada con el resto de minas o la Galería Real.